# 奎爾恰內拉-索尼諾車站
奎爾恰內拉-索尼諾車站（義大利語：Stazione di Quercianella-Sonnino）是位於義大利比薩-里窩那-羅馬鐵路上的一座鐵路車站，主要服務里窩那的村莊奎爾恰內拉。車程距離比薩約半小時。